# کلیسای جامع اچمیادزین
کلیسای جامع اچمیادزین (به ارمنی: Էջմիածնի Մայր Տաճար) یک کلیسای جامع حواری ارمنی واقع در شهر واغارشاپات، ارمنستان می‌باشد. ساخت و ساز این ساختمان ۳۰۳ میلادی (ساختمان اصلی) به پایان رسید. از کلیسای جامع اچمیادزین به عنوان «نخستین کلیسای جامع در تاریخ مسیحیت» یاد می‌شود.

## نگارخانه

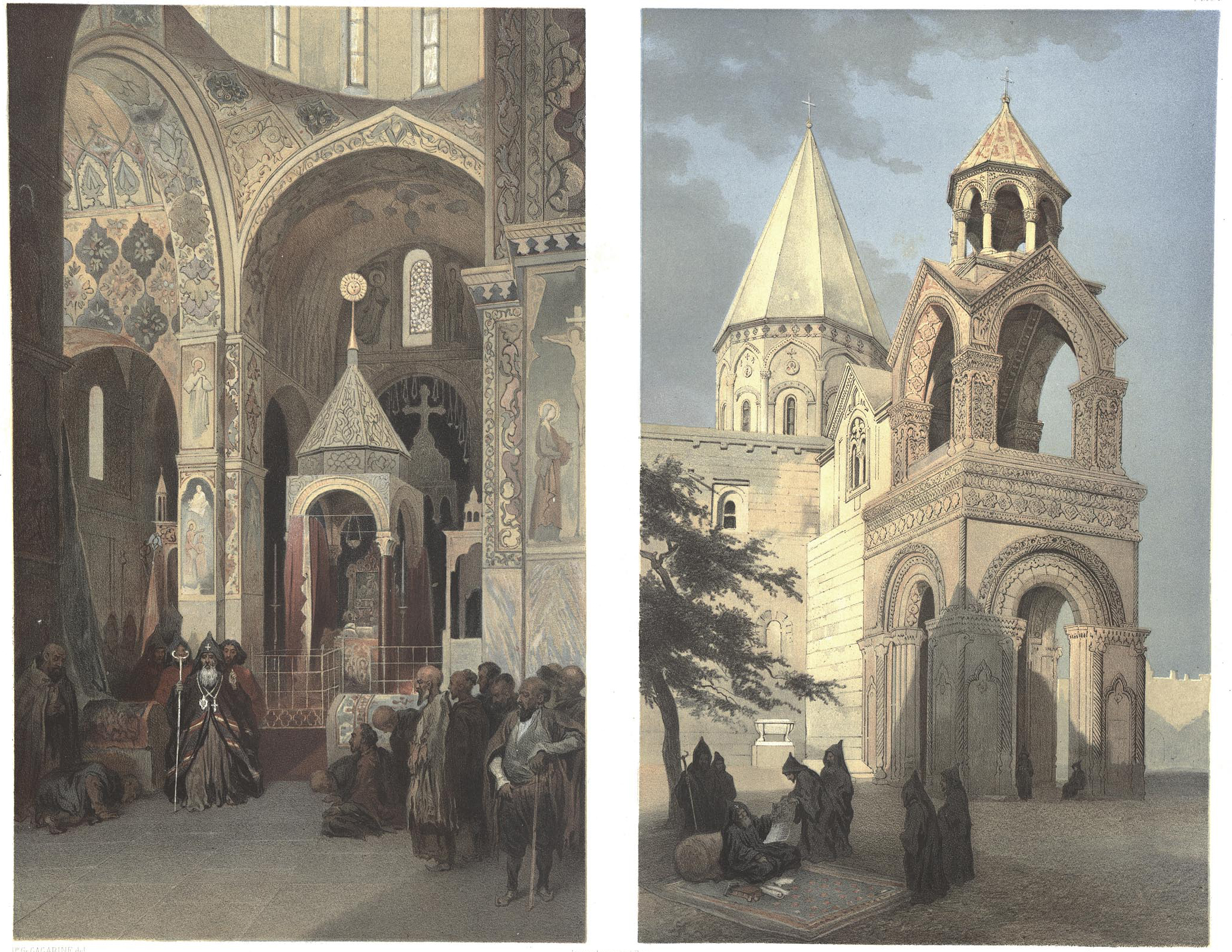
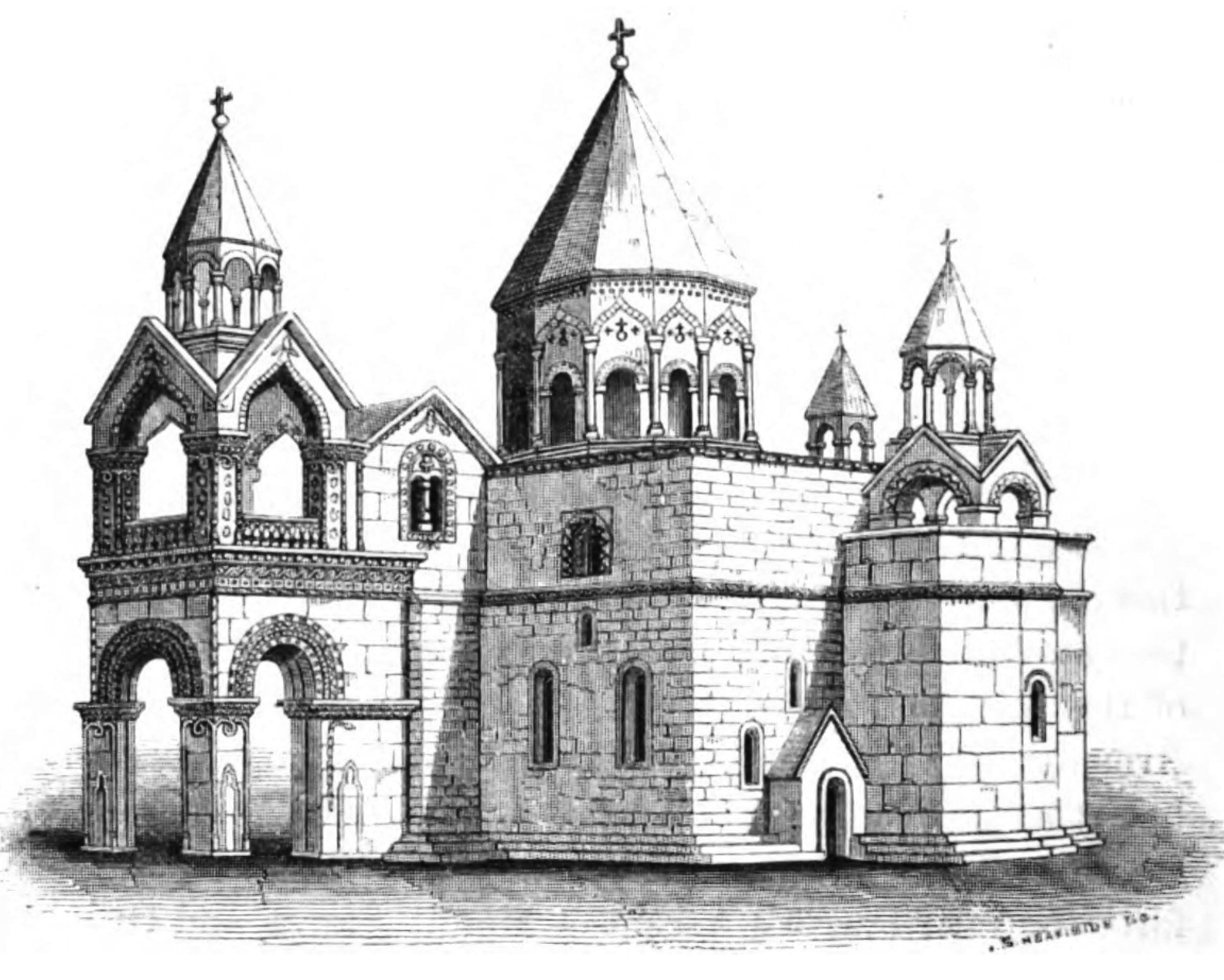
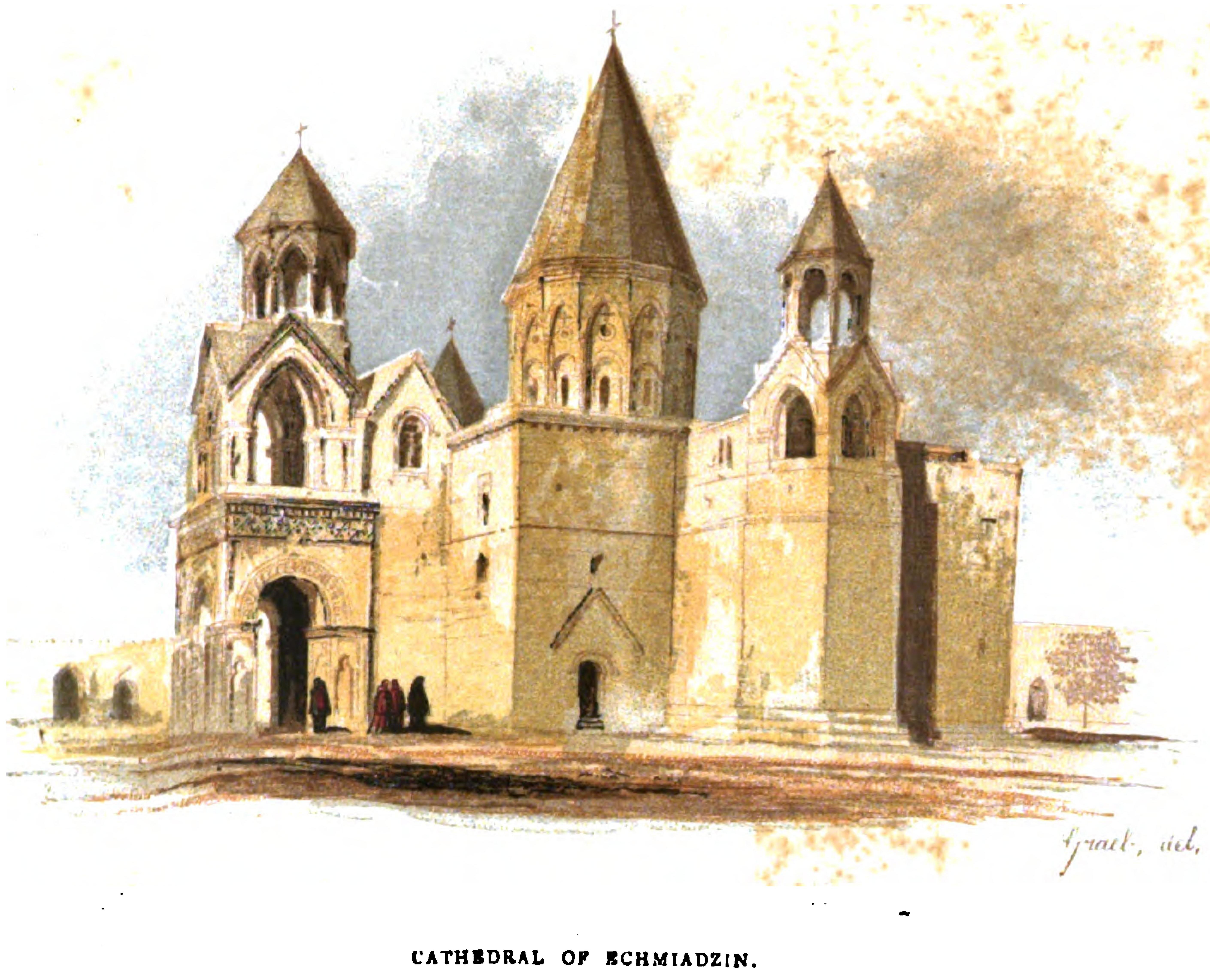
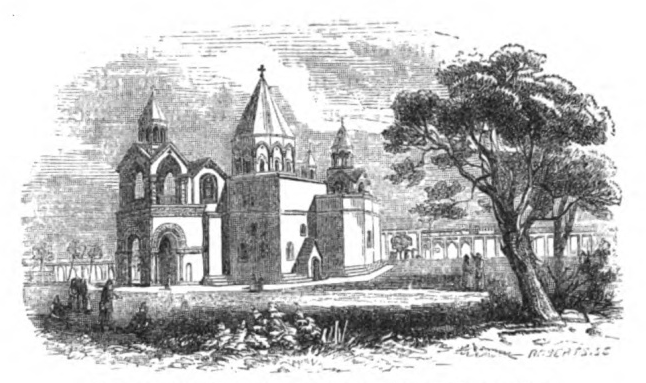
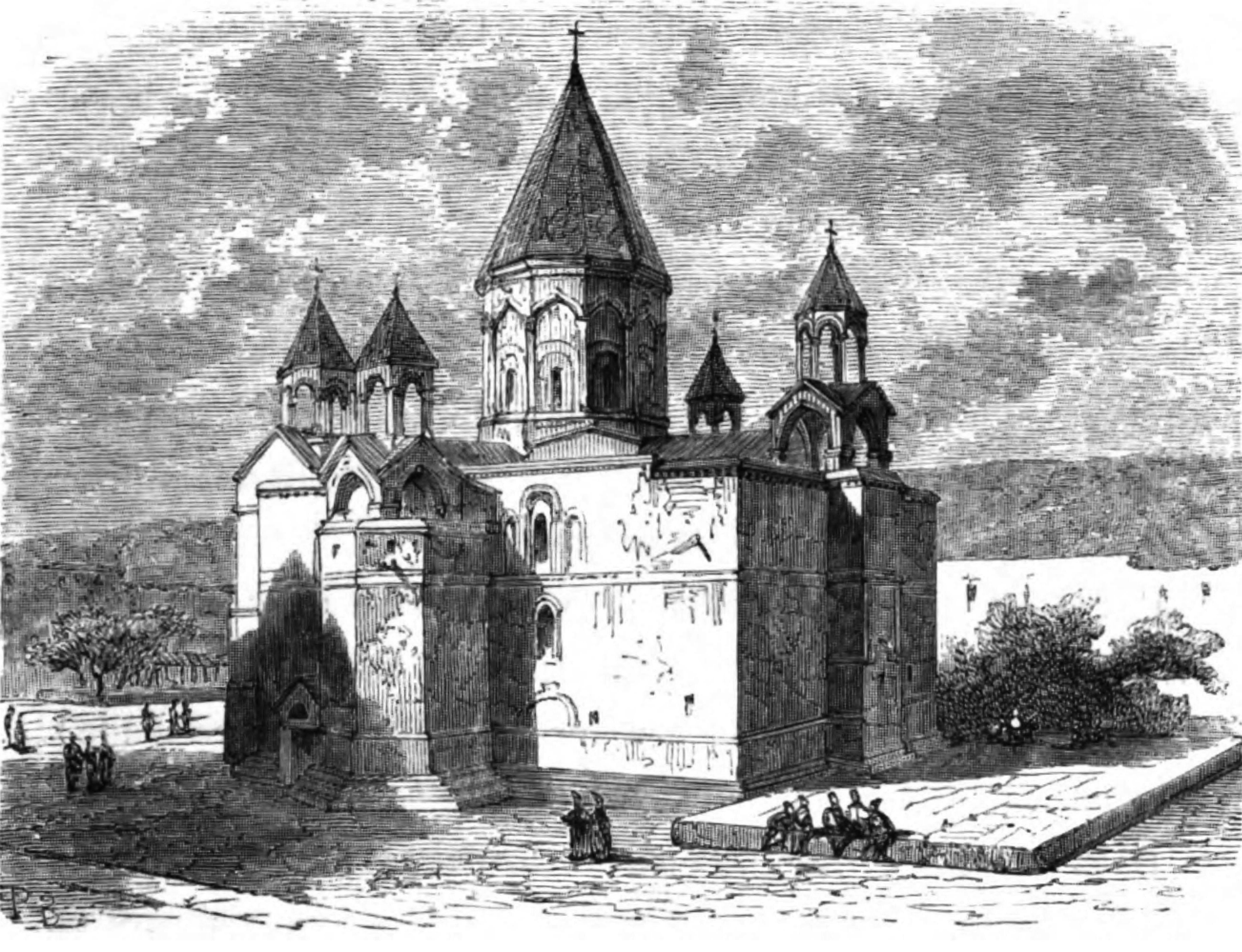
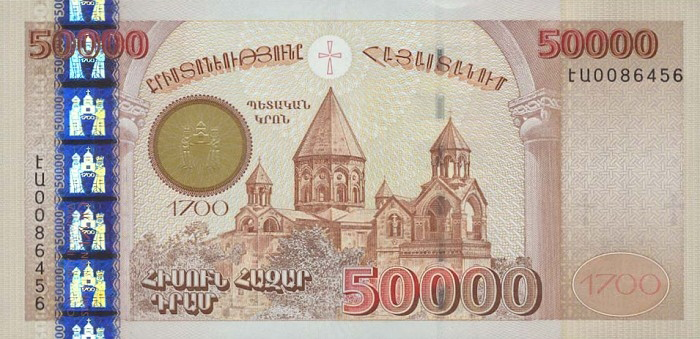
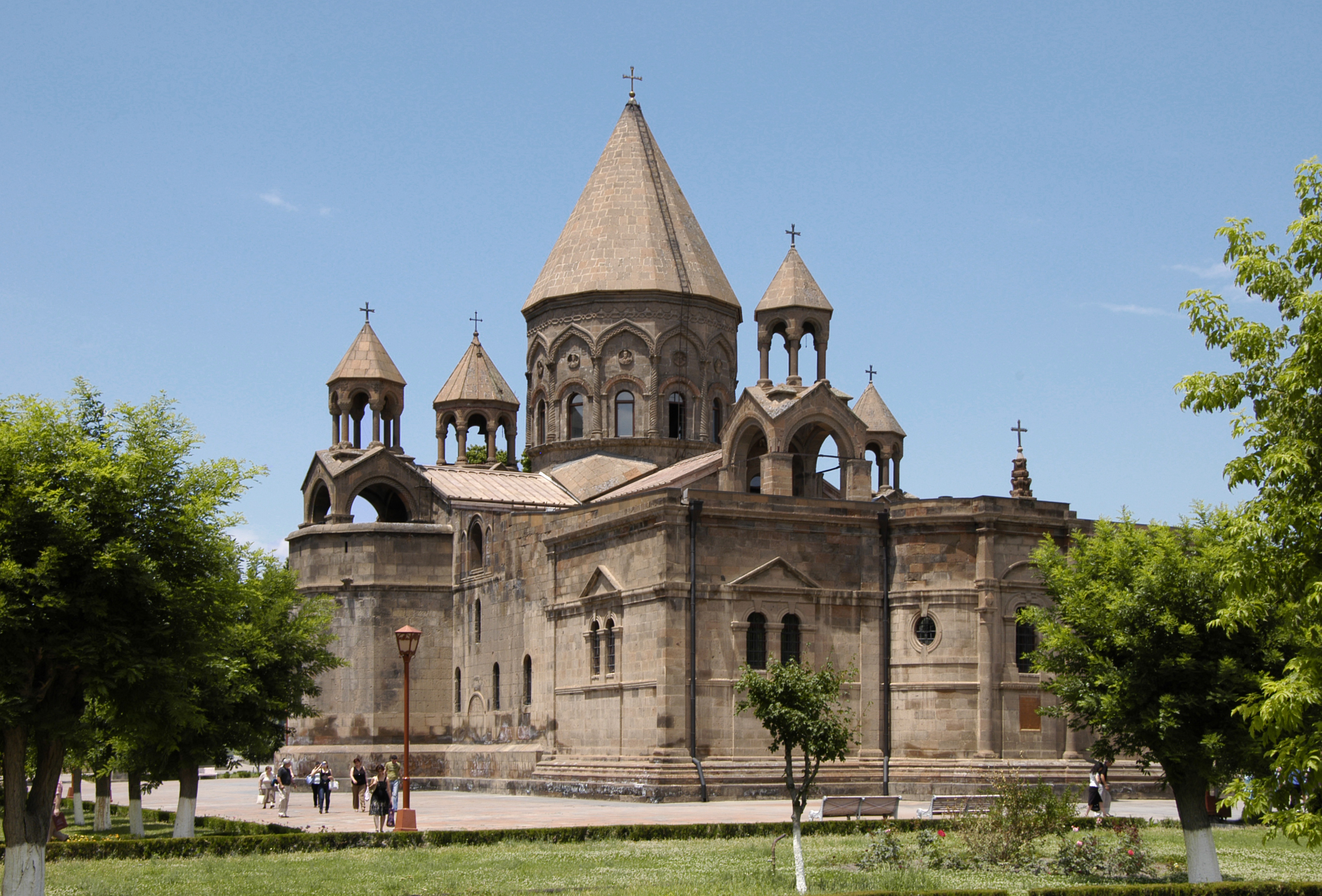